# Геката
Гека́та (др.-греч. Ἑκάτη) — анатолийская и фракийская богиня Луны, преисподней, всего таинственного, магии и колдовства. Внучка титанов.
Древние греки иногда отождествляли её с богиней Луны Селеной.
Гекатой иногда называют Артемиду.

## В мифологии
Божество смерти, ведьм, некромантии, ядовитых растений и многих других колдовских атрибутов. Есть предположение, что культ Гекаты существовал сначала у фракийцев и от них уже перешёл к грекам.
.
После победы олимпийцев над титанами не утратила свои архаичные функции
В «Теогонии» Гесиода Геката упоминается как дочь титана Перса и Астерии, которой Зевс даровал "править судьбой земли и пустынного моря"; другие авторы называют её дочерью Зевса и Деметры или Зевса и Геры. Согласно Гесиоду, она получила свою долю власти ещё от титанов и Зевс оставил всю эту силу и власть ей. Также она упоминается в Гомеровом гимне «К Деметре» (V).
По одной из версий, Гекатой стала похищенная Ифигения. Ферекид называл её дочерью Аристея.
У Диодора отец Гекаты отождествляется с братом Ээта, сыном Гелиоса. По его изложению, она отравила своего отца Перса и стала царицей Тавриды. Вышла замуж за Ээта и родила Кирку, Медею и Эгиалея.
Орфей установил таинства Гекаты на Эгине, где её почитали больше всего. Её храм был в Аргосе, таинства в честь Гекаты проводились в Зеринфе, где в её пещере никогда не приносили в жертву собак, так как Богиня является их покровителем. У Пиндара Геката именуется «обутою в красное».
Согласно «Халдейским оракулам», Геката является частью Божественной Триады, составляющих основу мироздания (трансцендентный Отец, Демиург («Второй Ум») и Геката («Сила»)).
У Вакхилида Геката названа дочерью Никты.

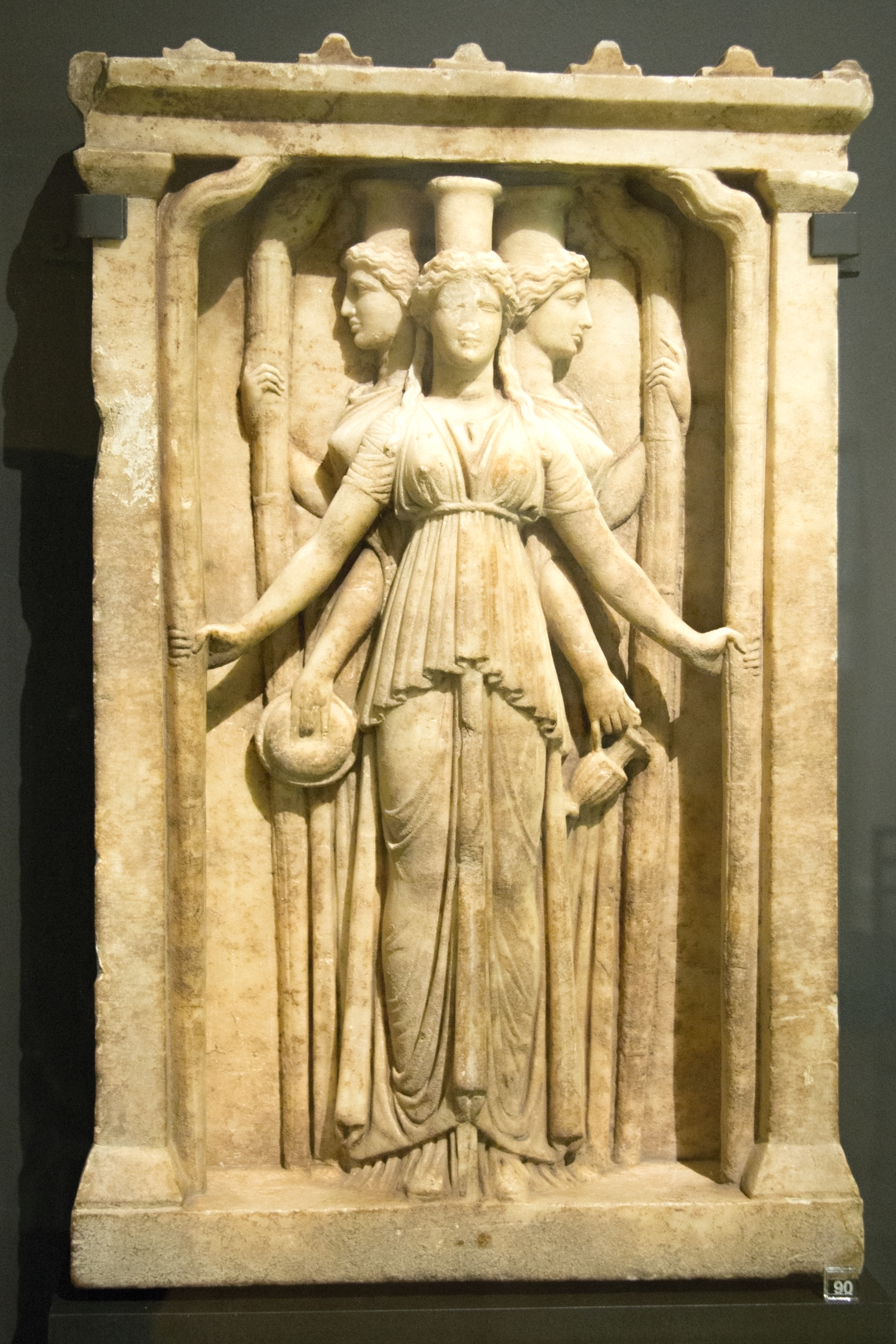
Мраморный рельеф Гекаты

В некоторых источниках Кратейя (или Кратеида) как мать Скиллы либо именуется дочерью Гекаты, либо отождествляется с нею. Кратейя — это имя Ночной Гекаты; либо имя Луны. У Алексида была комедия «Кратейя, или Торговка снадобьями».
Геката дарует мудрость в народных собраниях, счастье на войне, богатую добычу в морском промысле и т. д. Как богиня преисподней, она считалась также богиней всего таинственного; греки представляли её себе порхающей с душами умерших на перекрёстках. Поэтому культ Гекаты иногда связывают с перекрёстками. Она помогает волшебницам, которые, как например Цирцея и Медея, учатся у неё своему искусству.

## Почитание
В древнегреческих Афинах ей посвящались первый и последний дни месяца.
Ей посвящён I орфический гимн. Скульптор Алкамен впервые создал Гекату в виде трёх соединённых статуй в Афинах. Геката изображалась иногда в виде одной женской фигуры с двумя факелами в руках, иногда же в виде трёх связанных спинами фигур.
С V века до нашей эры её почитали как богиню мрака, ночных призраков, кошмаров, волшебства, повелительницу теней. Её священное животное — собака, которых ошибочно, часто приносили в жертву богине. Ритуалы Гекате описаны в «Аргонавтике» Аполлония Родосского.
В честь Гекаты назван астероид (100) Геката, открытый в 1868 году. В названии отражено и имя богини, и порядковый номер астероида, так как «гекатон» (ἑκατόν) означает по-гречески одну сотню.
В современной неоязыческой религии викка Геката ассоциируется с аспектом старухи Триединой богини.

## Эпиклесы Гекаты
В древнегреческой мифологии Геката имела следующие эпиклесы (эпитеты):
- Ἀποτρόπαια — «отвращающая несчастье»[24]
- Ἐννοδία — «придорожная»[25]
- Χθωνία — «подземная»[26]
- Φωσφόρος, Λαμπαδηφόρος — «несущая свет»[27]
- Τριοδία, Τριοδίτης — «трёхдорожная», то есть чтимая на перекрёстках[27]
- Τρίμορφε — «триединая»[27]
- Σωτηρία — «спасительница»[28]
- Πρόπολος — «служительница»[27]
- Προπύλαια — «предвратная»[29]
- Κροκόπεπλος — «одетая в пеплос шафранного цвета»[30]
- Κουροτρόφος — «кормилица»[27]
- Κλειδοῦχος — «хранительница ключей»[27].